# Boelhe
Boelhe ist eine Gemeinde im Norden Portugals.
Boelhe gehört zum Kreis Penafiel im Distrikt Porto, besitzt eine Fläche von 5,1 km² und hat 1532 Einwohner (Stand 19. April 2021). 
Die Kirche São Gens de Boelhe aus dem 12. Jahrhundert stellt eine besondere Sehenswürdigkeit dar.

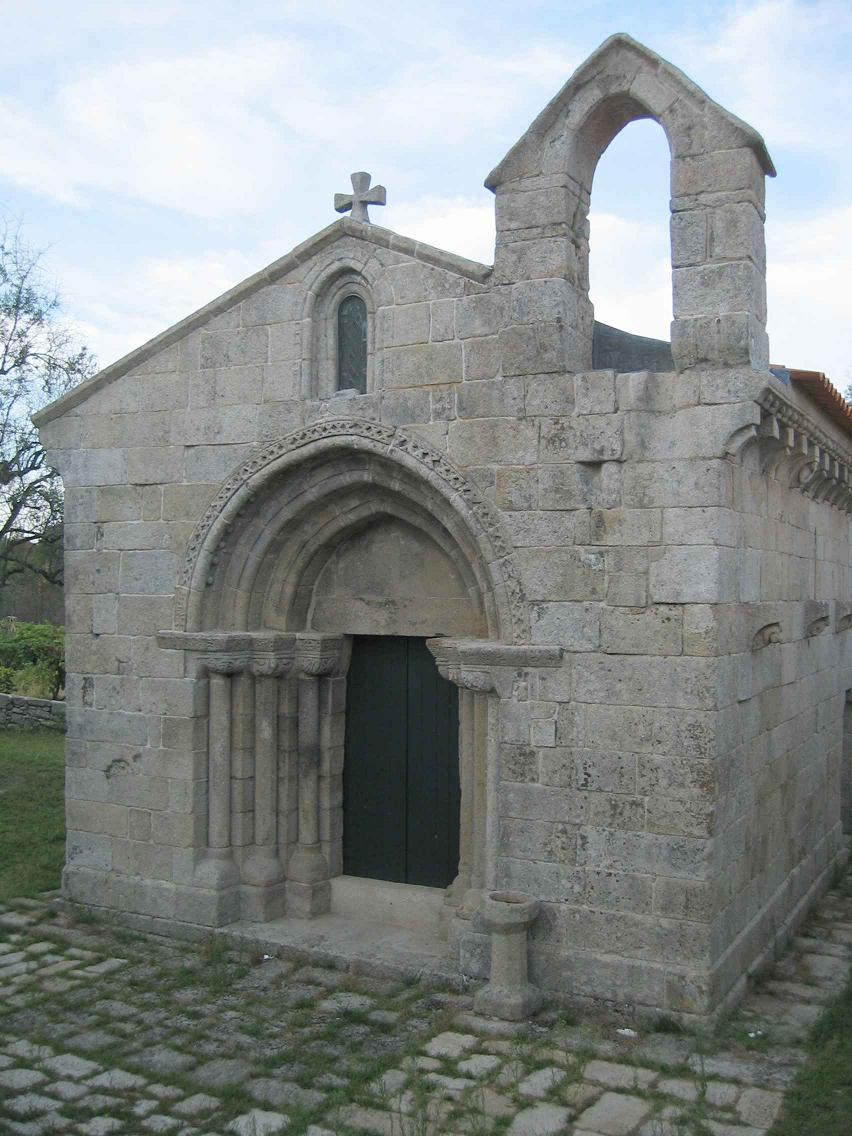
Kirche São Gens de Boelhe